# Jacky Chamoun
Jacky Chamoun (en arabe : جاكي شمعون), née le 21 octobre 1991 à Deir-el-Qamar (Liban), est une skieuse alpine libanaise.

## Biographie

### Débuts
Jacky Chamoun a commencé à skier très jeune dans le domaine skiable de Faraya au Liban. C'est à l'âge de 14 ans qu'elle a commencé à participer à des compétitions de ski professionnel en slalom et slalom géant. 

### Carrière
Elle prend part aux Championnats du monde de ski alpin 2009 et aux Championnats du monde de ski alpin 2013.
Âgée de 18 ans, elle a concouru pour le Liban aux Jeux olympiques d'hiver de 2010 en ski alpin, où elle a terminé à la 54e place en slalom.
Alors qu'elle participait à nouveau aux Jeux olympiques d'hiver en 2014, où elle finit à la 47e place en slalom, des photographies et une vidéo la représentant dénudée pour un calendrier autrichien ont été diffusées sur les réseaux sociaux ; en conséquence, une enquête a été réclamée par des personnalités politiques libanaises.

### Vie privée
En 2017, elle se marie avec l'ex-footballeur français Christian Karembeu.
Ils deviennent parents d'une fille Gaïa en septembre 2017. Ils accueillent une deuxième petite fille Alessia le 7 janvier 2020.

## Résultats

### Championnats du monde
| Lieu             | Épreuves     | Temps         | Classement  | Vainqueur         |
| ---------------- | ------------ | ------------- | ----------- | ----------------- |
| Val d'Isère 2009 | Slalom géant | -             | Non classée | Kathrin Hölzl     |
| Val d'Isère 2009 | Slalom       | 1 min 20 s 18 | 47e         | Maria Höfl-Riesch |
| Schladming 2013  | Slalom géant | 1 min 27 s 69 | 84e         | Tessa Worley      |
| Schladming 2013  | Slalom       | 1 min 13 s 43 | 88e         | Mikaela Shiffrin  |

### Jeux olympiques
| Lieu           | Épreuves | Temps         | Classement | Vainqueur         |
| -------------- | -------- | ------------- | ---------- | ----------------- |
| Vancouver 2010 | Slalom   | 2 min 18 s 03 | 54e        | Maria Höfl-Riesch |
| Sotchi 2014    | Slalom   | 2 min 28 s 74 | 47e        | Mikaela Shiffrin  |